# アンインストール
アンインストール (英:uninstall) は、プログラムやアプリケーションなどのソフトウェアをシステムから削除し、導入前の状態に戻すことである。

## 概要
上記に加え、新しいバージョンにアップグレードした製品を旧バージョンに戻す作業のことを指す場合もある。
一般的なソフトウェアのアンインストール作業は、対象ソフトウェアを停止させた上で、そのソフトウェアの実行ファイル、設定情報、ディレクトリ、リンクなどを削除する流れとなる。対象ソフトウェアが別のソフトウェアに影響を及ぼしていた場合は、アンインストール後においても正常動作を保つように適切な措置を施す必要がある（アンインストール時にその旨を伝えるメッセージが表示されるソフトもある）。また、単にファイルを削除しただけでは設定の変更が行われず、システムの状態が不安定になり、動作不良の原因となるので、アンインストーラが付属しているソフトウェアでは必ずアンインストーラを使用すべきである。
また、アンインストールを自動的に実行するプログラムのことをアンインストーラと呼び、通常アンインストーラはインストーラと同時に配布される。
WindowsやmacOSをはじめとする多くのOSでは、システムにインストールされたプログラムを一元的に管理する機能が用意されている。また、RPMやdebなどのパッケージ管理システムにおいてもアンインストール機能が提供されている。
なお、次回の再インストール時にソフトウェアの設定を再度変更する手間を省くため、プログラムの設定ファイルなどは削除されない場合がある（しかしこの場合、誤った設定を行ったために不具合が出た場合は再インストールをしても不具合が再び出てしまう）。
アップグレード後のOSの新バージョンから旧バージョンに戻す作業のことは一般的にダウングレードとは言わず、アンインストールという（ダウングレードは、使用許諾契約書に則って新しいバージョンを旧バージョンに戻せる権利のことを指す場合が多い。「ダウングレード権」などと言う事もある）。Windowsの場合、新しいバージョンをアンインストールするには、旧バージョンからのアップグレードの際に、旧バージョンのシステムファイルを保存しておく必要がある。旧バージョンのシステムファイルが保存されていれば、新バージョンのWindowsをアンインストールして、旧バージョンに戻すことができる。ただし、Windows 2000やWindows Vistaのように最初からアンインストール機能が備わっていない場合や、Windows 2000からWindows XPにアップグレードした場合など、アンインストールに対応していない場合もある。